# Desmodium purpusianum
Desmodium purpusianum là một loài thực vật có hoa trong họ Đậu. Loài này được (Schindl.) B.G.Schub. miêu tả khoa học đầu tiên.